# Newton with Larton
Newton with Larton var en civil parish från 1866 till 1889 då den blev en del av Grange, i grevskapet Cheshire (nu Merseyside), i England. Denna civil parish hade 68 invånare år 1881.